# Constructivismo (arte)
El constructivismo ruso es un movimiento artístico que tuvo lugar en Rusia durante el siglo XX. Transcurre entre los años 1921 y 1932, y tuvo un profundo desarrollo cuando los bolcheviques lograron la victoria en la Revolución de Octubre de 1917, también conocida como Gran Revolución Socialista de Octubre o Revolución bolchevique. El término construction art ("arte para construcción") es apropiado por los artistas a partir de los años 20, con la publicación del Manifiesto Realista, de Naum Gabo y Antoine Pevsner; a pesar de que ya fue antes, en el estallido de la revolución, cuando Kazimir Malévich lo empleó de forma despectiva para describir las obras de Aleksandr Ródchenko.  
El constructivismo significó una identidad visual para el comunismo soviético con el principal propósito de liberar este arte de la aristocracia y acercarlo al movimiento proletario 
revolucionario; el propósito de este movimiento no era el crear arte con el fin de ser mostrado en galerías de arte, sino crear un amalgama utópica, tanto de arquitectura como de diseño 
o pintura. Utilizaban al arte como propaganda política y educativa.
En contraposición al neoclasicismo y al Art nouveau vigentes en Europa, estos van a crear un estilo artístico apoyado por la simplicidad, las formas geométricas, los colores fuertes y las líneas puras iluminado por el cubismo y futurismo, con el propósito de expandir por toda Rusia cuyo mensaje socialista fuese entendido por todas las clases. 
Además del constructivismo ruso o soviético, que se vincula al suprematismo y al rayonismo o cubismo abstracto, se habla también de un "constructivismo holandés": el neoplasticismo de Piet Mondrian, Theo van Doesburg y el grupo De Stijl.
Sus obras fueron difusoras de las propagandas revolucionarias, y realizaban carteles, propagandas, fotografías, ilustraciones, etc. Formalmente, las imágenes tenían un predominio de formas geométricas y lineales.

## Inicios

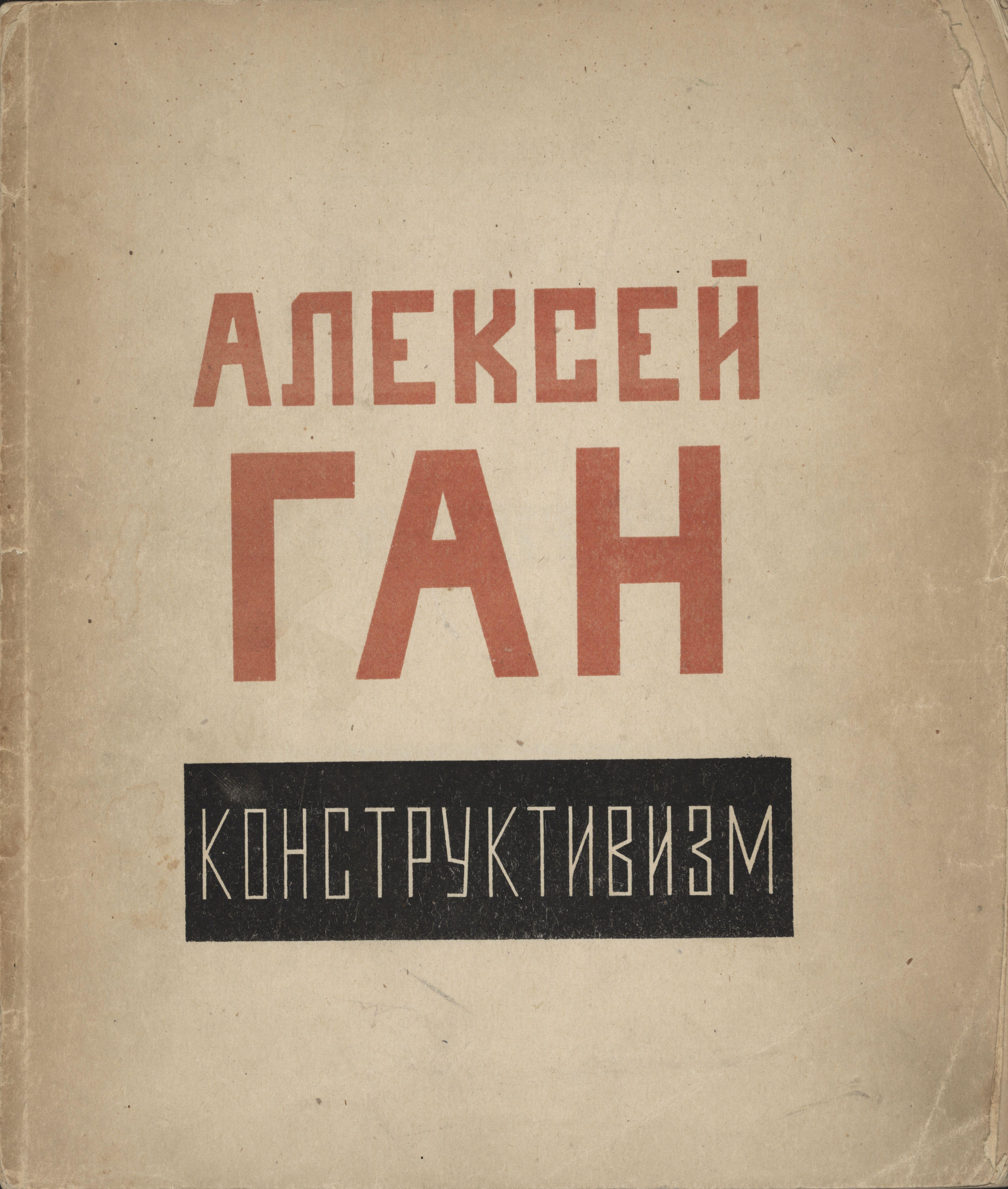
Portada del libro Constructivism de Alekséi Gan. 1922

El término «constructivismo» aparece por primera vez como algo positivo en el Manifiesto Realista (1920) de Naum Gabo. Alekséi Gan utilizó la palabra como el título de su libro Constructivism, impreso en 1922. Aplicó el constructivismo a su trabajo, mientras que su abstracción geométrica se debió, en parte, al suprematismo de Kasimir Malévich.
La base de enseñanza para el nuevo movimiento fue implantada por el Comisariado del Pueblo de Educación (Narkomprós) del gobierno bolchevique (o Sovnarkom), dirigido por Anatoli Lunacharski, que en 1918 suprimió la Academia Imperial de las Artes de Petrogrado y la Escuela de Pintura, Escultura y Arquitectura de Moscú. La oficina artística del Comisariado funcionó durante la Guerra Civil rusa principalmente dirigida por futuristas, que publicaron la revista literaria Iskusstvo Kommuny (Arte de la Comuna). El centro del constructivismo en Moscú residía en Vjutemás: la escuela para el arte y el diseño, establecida en 1919. Naum Gabo señalaría más adelante que la enseñanza en la escuela fue orientada más a la discusión política e ideológica que a la creación artística.

## Tatlin, arte constructivo y productivismo
La obra canónica del constructivismo fue la propuesta de Vladímir Tatlin para el Monumento a la Tercera Internacional (1919) que combinaba una estética de máquina con componentes dinámicos que celebraban la tecnología, como los reflectores y las pantallas de proyección. Gabo Diem criticó públicamente el diseño de Tatlin diciendo «O se crean casas y puentes funcionales o el puro arte por el arte, pero no ambos». Esto llevó a una división importante dentro del grupo de Moscú en 1920 cuando el Manifiesto Realista (de Naum Gabo y Antoine Pevsner) afirmó la existencia de un núcleo espiritual para el movimiento. Esto se oponía a la versión del constructivismo adaptable y utilitario que sostenían Tatlin y Ródchenko. La obra de Tatlin fue inmediatamente alabada por artistas en Alemania como una revolución en el arte: una foto de 1920 muestra a George Grosz y John Heartfield sosteniendo una pancarta diciendo «El arte está muerto. ¡Larga vida al arte de la máquina de Tatlin!», mientras que los diseños para la Torre se publicaron en la revista de Bruno Taut Fruhlicht.

## LEFy cine constructivista
Los constructivistas soviéticos se organizaron en la década de 1920 en el Frente de Izquierda de las Artes, que produjo la influyente revista LEF, (que tuvo dos series, de 1923 a 1925 y de 1927 a 1929 como Nueva LEF). LEF se dedicaba a mantener la vanguardia frente a las críticas del incipiente realismo socialista, y la posibilidad de una restauración capitalista, siendo la revista especialmente mordaz con los "hombres de la NEP", los capitalistas de la época. Para el LEF, el nuevo medio del cine era más importante que la pintura de caballete y la narrativa tradicional que elementos del Partido Comunista intentaban revivir entonces. Importantes constructivistas estuvieron muy involucrados en el cine, con Vladímir Mayakovski actuando en la película La joven y el gamberro (1919), los diseños de Aleksandr Ródchenko para los intertítulos y las secuencias animadas de Cine-Ojo (1924) de Dziga Vértov, y los diseños de Aleksandra Ekster para los decorados y el vestuario de la película de ciencia ficción Aelita (1924).
Los teóricos productivistas Ósip Brik y Serguéi Tretyakov también escribieron guiones e intertítulos, para películas como Tormenta sobre Asia (1928) de Vsévolod Pudovkin o Turksib (1929) de Víktor Turin. Los cineastas y colaboradores del LEF Dziga Vértov y Serguéi Eisenstein, así como la documentalista Esfir Shub, también consideraban su estilo de cine de corte rápido y montaje como constructivista. Las primeras películas excentristas de Grigori Kózintsev y Leonid Trauberg (La nueva Babilonia, Solo) tenían intenciones igualmente vanguardistas, así como una fijación en la América de la era del jazz que era característica de la filosofía, con su alabanza a los actores de comedias slapstick como Charlie Chaplin y Buster Keaton, así como a la producción en masa fordista. Al igual que los fotomontajes y los diseños del constructivismo, el primer cine soviético se concentraba en crear un efecto agitador mediante el montaje y la "extrañeza".

## Diseño gráfico constructivista

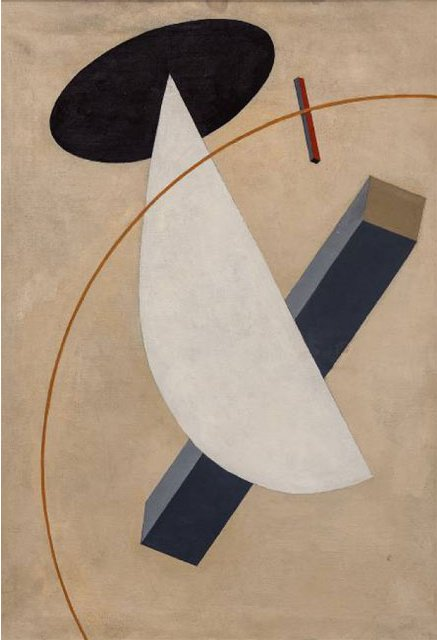
'Proun Vraschenia' de El Lissitzky, 1919.

Los diseños de libros de Ródchenko, El Lissitzky y otros como Solomon Telingater y Anton Lavinsky fueron una importante inspiración para el trabajo de los diseñadores radicales en Occidente, especialmente Jan Tschichold. Muchos constructivistas trabajaron en el diseño de carteles para todo tipo de actividades, desde el cine hasta la propaganda política: los primeros representados por los carteles geométricos y de colores vivos de los hermanos Stenberg (Georgui y Vladímir Stenberg), y los segundos por el trabajo de fotomontaje agitativo de Gustav Klutsis y Valentina Kuláguina.
En Colonia, a finales de la década de 1920, el Constructivismo Figurativo surgió de los Progresistas de Colonia, un grupo que tenía vínculos con los constructivistas rusos, especialmente con Lissitzky, desde principios de los años veinte. A través de su colaboración con Otto Neurath y el Gesellschafts- und Wirtschaftsmuseum, artistas como Gerd Arntz, Augustin Tschinkel y Peter Alma influyeron en el desarrollo del Método de Viena. Este vínculo se mostró con mayor claridad en A bis Z, una revista publicada por Franz Seiwert, el principal teórico del grupo. Estuvieron activos en Rusia trabajando con IZOSTAT y Tschinkel trabajó con Ladislav Sutnar antes de emigrar a los Estados Unidos.
El primer mecenas político de los constructivistas fue León Trotski, y empezó a ser considerado con recelo tras la expulsión de Trotski y la Oposición de izquierda en 1927-28. El Partido Comunista iría favoreciendo paulatinamente el arte realista a lo largo de la década de 1920 (ya en 1918 Pravda se había quejado de que los fondos del gobierno se utilizaban para comprar obras de artistas no aprobados). Sin embargo, no fue hasta alrededor de 1934 cuando se instituyó la doctrina contraria del realismo socialista en lugar del Constructivismo. Muchos constructivistas siguieron produciendo obras de vanguardia al servicio del Estado, como los diseños de Lissitzky, Ródchenko y Varvara Stepánova para la revista Soviet im Bauwesen.

## Fotografía y fotomontaje
Aunque originario de Alemania, el fotomontaje fue una forma de arte popular entre los constructivistas para crear arte visualmente impactante y un método para transmitir el cambio. Los constructivistas fueron los primeros en desarrollar las técnicas del fotomontaje. "Ciudad dinámica" y "Lenin y la electrificación" (1919-20) de Gustav Klutsis son los primeros ejemplos de este método de montaje, que tenía en común con el dadaísmo el collage de fotografías de noticias y secciones pintadas. El "Constructor" de Lissitzy es uno de los muchos ejemplos de fotomontaje que utiliza el collage fotográfico para crear una composición de varias capas. Esto puso de manifiesto la visión artística del Constructor y su técnica de utilizar el espacio 2D con una tecnología limitada. Sin embargo, los montajes constructivistas serían menos "destructivos" que los del dadaísmo. Quizás el más famoso de estos montajes fueron las ilustraciones de Ródchenko del poema Acerca de eso de Mayakovski.
El LEF también ayudó a popularizar un estilo fotográfico distintivo, con ángulos y contrastes irregulares y un uso abstracto de la luz, que era paralelo al trabajo de László Moholy-Nagy en Alemania: Entre sus principales practicantes se encontraban, junto a Ródchenko, Borís Ignatóvich y Max Penson, entre otros. Valentina Kuláguina, en colaboración con Gustav Klutsis, utilizó el fotomontaje para crear carteles políticos y personales de temas representativos, desde mujeres trabajadoras hasta sátiras del humor del gobierno local. Esto también compartía muchas características con el primer movimiento documental.

## Pensamiento arquitectónico

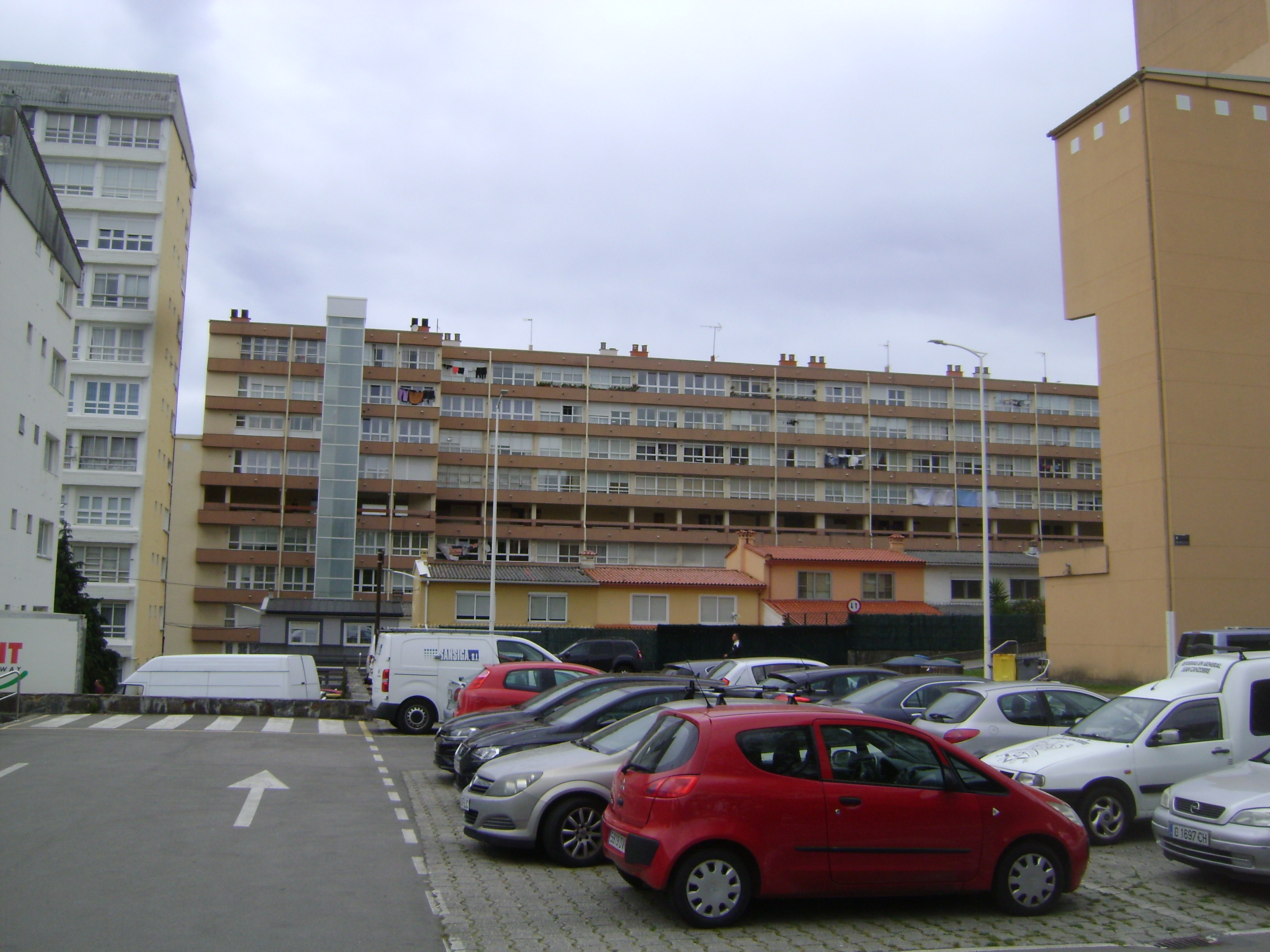
Imagen del Barrio de las Flores, La Coruña, Galicia (España), construido bajo la influencia del constructivismo ruso.

El constructivismo ruso surge en un momento donde la coyuntura política generaba que las nuevas artes reflejen el cambio de identidad que la sociedad demandaba. Tras la Revolución Rusa de 1917, se orientó hacia las nuevas exigencias sociales y las tareas industriales que requería el nuevo régimen. Surgieron dos hilos conductores: el primero se resumía en el Manifiesto Realista de Antoine Pevsner y Naum Gabo, que se centraba en el espacio y el ritmo; el segundo representaba una lucha en el seno quienes defendían el arte puro y los productivistas. Por tal motivo la arquitectura cobra un rol protagónico donde esta tenía que mostrar la nueva imagen del país. En los periodos de formación de una nueva cultura, la visión del arquitecto consiste, principalmente, en inventar y dar forma a los condensadores sociales de su época y en construir nuevas estructuras arquitectónicas que sirvan a su tiempo. Moiséi Guínzburg líder del movimiento en materia de arquitectura escribió un manifiesto llamado “ estilo y época” donde planteaba tres ideas centrales que debían cumplir las obras edilicias del constructivismo:
- El papel catalítico de la arquitectura  y del entorno.
- Que sea construido para el cambio social.
- La necesidad de un método organizado  por el cual el proyectista pueda responder lógicamente y deje la intuición de lado.

En 1922, se produjo una escisión cuando Pevsner y Gabo emigraron. El movimiento se desarrolló entonces siguiendo líneas socialmente utilitarias. La mayoría productivista obtuvo el apoyo del Proletkult y de la revista LEF, y más tarde se convirtió en la influencia dominante del grupo arquitectónico Unión de Arquitectos Contemporáneos (OSA), dirigido por Aleksandr Vesnín y Moiséi Guínzburg.
Entre 1930 y 1950, hubo diversos concursos públicos organizados por el estado soviético para cambiarle la cara a Moscú con el objetivo de plasmar las ideas socialistas en edificios monumentales, que representen la grandeza del proletariado y el socialismo. Aunque muchos de los proyectos nunca llegaron a concretarse, estos son algunas de las quimeras arquitectónicas que Moscú nunca pudo ver.

## Arte al servicio de la revolución

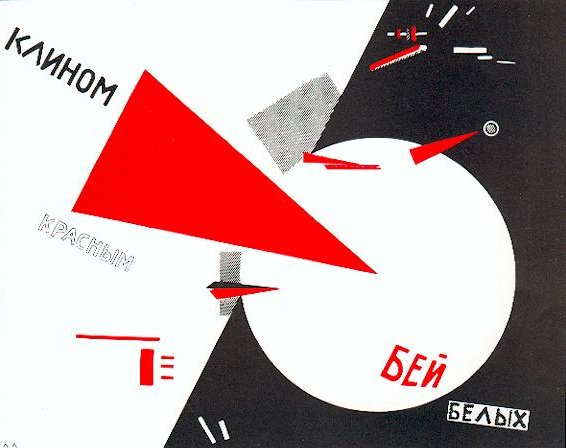
«Golpea a los blancos con la cuña roja».
El Lissitzky, 1919

Así como estuvieron envueltos en propuestas objetuales utilitarias para la industria, los constructivistas trabajaron en festivales públicos y diseños de carteles callejeros para el gobierno de la revolución bolchevique post-Octubre. Quizás el más famoso de esos se dio en Vítebsk, donde el grupo UNOVIS de Kazimir Malévich pintó placas de propagandas y edificios (el más conocido era el póster de El Lissitzky: Golpea a los blancos con la cuña roja (de 1919). Inspirado por la declaración de Vladímir Mayakovski «las calles son nuestros pinceles, las plazas son nuestras paletas», artistas y diseñadores participaron en la vida pública durante la Guerra civil rusa.
Una instancia determinante fue el festival propuesto para el congreso del Comintern en 1921 por Aleksandr Vesnín y Liubov Popova, que reensamblará las construcciones de la exhibición OBMOJU así como realizará trabajos para el teatro. Hubo un gran momento en este periodo entre el constructivismo y el Proletkult, cuyos ideales concernieron en la necesidad de crear una estructura cultural completamente nueva y acorde a los constructivistas. En suma algunos de los constructivistas estuvieron fuertemente envueltos en la «Ventanas ROSTA», una campaña de información pública bolchevique alrededor de los años veinte. Algunos de los más famosos de esta fueron el pintor y poeta Vladímir Mayakovski.

## Legado

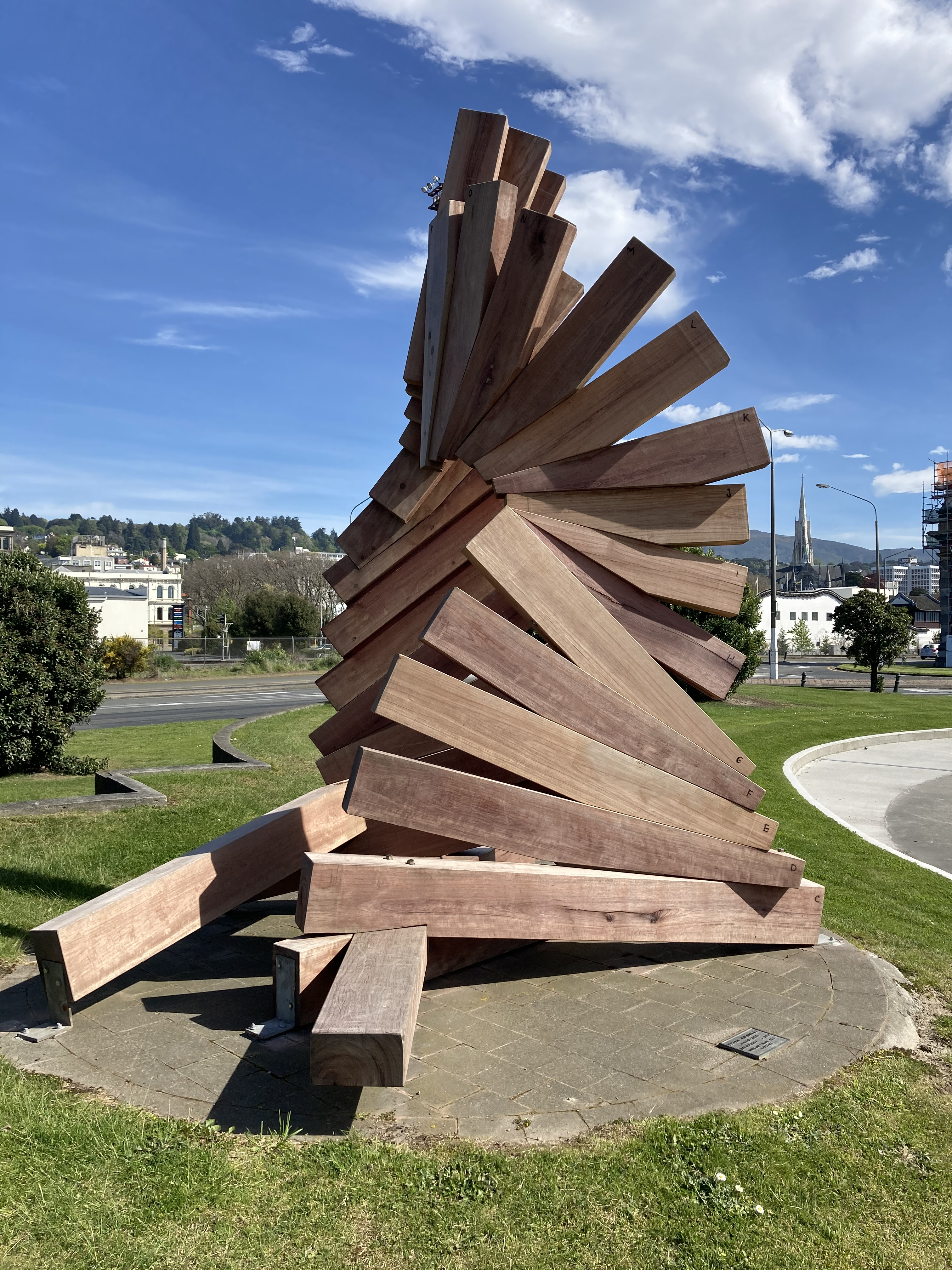
La escultura Toroa (1989) de Peter Nicholls en Dunedin, Nueva Zelanda muestra la influencia del constructivismo.

Varios constructivistas daban clases o conferencias en las escuelas Bauhaus de Alemania, y algunos de los métodos de enseñanza de Vjutemás fueron adoptados y desarrollados allí. Gabo estableció una versión del constructivismo en Inglaterra durante las décadas de 1930 y 1940 que fue adoptada por arquitectos, diseñadores y artistas después de la Primera Guerra Mundial (véase Victor Pasmore), y John McHale. Joaquín Torres García y Manuel Rendón contribuyeron a difundir el constructivismo por Europa y América Latina.  El constructivismo tuvo un efecto en los maestros modernos de América Latina como: Carlos Mérida, Enrique Tábara, Aníbal Villacís, Theo Constanté, Oswaldo Viteri, Estuardo Maldonado, Luis Molinari, Carlos Catasse, João Batista Vilanova Artigas y Oscar Niemeyer, por citar algunos. También ha habido discípulos en Australia, siendo el pintor George Johnson el más conocido. En Nueva Zelanda, las esculturas de Peter Nicholls muestran la influencia del constructivismo.
En la década de 1980, el diseñador gráfico Neville Brody utilizó estilos basados en los carteles constructivistas que iniciaron un renacimiento del interés popular. También durante la década de 1980 el diseñador Ian Anderson fundó The Designers Republic, una exitosa e influyente empresa de diseño que utilizó los principios constructivistas.

### Deconstructivismo
La llamada arquitectura deconstructivista comparte elementos de enfoque con el constructivismo (su nombre se refiere más bien al enfoque literario de la deconstrucción). Fue desarrollada por los arquitectos Zaha Hadid, Rem Koolhaas y otros a finales del siglo XX y principios del XXI. Zaha Hadid, con sus bocetos y dibujos de triángulos y rectángulos abstractos, evoca la estética del constructivismo. Aunque formalmente son similares, las connotaciones políticas socialistas del constructivismo ruso se ven atenuadas por el deconstructivismo de Hadid. Los proyectos de Rem Koolhaas recuperan otro aspecto del constructivismo. Las estructuras parecidas a los andamios y a las grúas representadas por muchos arquitectos constructivistas se utilizan para las formas acabadas de sus diseños y edificios.

## Artistas asociados al constructivismo
- Ella Bergmann-Michel (1896-1971)
- Yákov Chernijov (1889-1951)
- Theo van Doesburg (1883-1931)
- Naum Gabo (1890-1977)
- Ilyá Gólosov (1883-1945)
- Moiséi Guínzburg (1892-1946)
- Gustav Klutsis (1895-1938)
- Lidia Komarova
- El Lissitzky (1890-1941)
- Berthold Lubetkin (1901 - 1990)
- Vadim Meller (1884-1962)
- Konstantín Mélnikov (1890-1974)
- Dmitri Chechulin (1901-1981)
- Iván Nikoláyev (1901-1979)
- Antoine Pevsner (1886-1962)
- Liubov Popova (1889-1924)
- Aleksandr Ródchenko (1891-1956)
- Oskar Schlemmer (1888-1943)
- Vladímir Shújov (1853-1939)
- Hermanos Stenberg: Vladímir (1899-1982) y Gueorgui (1900-1933)
- Varvara Stepánova (1894-1958)
- Serguéi Eisenstein (1898-1948)
- Vladímir Tatlin (1885-1953)
- Leonid Vesnín (1880-1933) (véase Hermanos Vesnín)
- Víktor Vesnín (1882-1950)
- Aleksandr Vesnín (1883-1959)
- Vasyl Yermýlov (1894-1967)
- Hans Dieter Zingraff (1947-)

## Para información adicional
- Russian Constructivist Posters, edited by Elena Barkhatova. ISBN 2-08-013527-9.
- Bann, Stephen. The Documents of 20th-Century Art: The Tradition of Constructivism. The Viking Press. 1974. SBN 670-72301-0
- Heller, Steven, and Seymour Chwast. Graphic Style from Victorian to Digital. New ed. New York: Harry N. Abrams, Inc., 2001. 53–57.
- Lodder, Christina. Russian Constructivism. Yale University Press; Reprint edition. 1985. ISBN 0-300-03406-7
- Rickey, George. Constructivism: Origins and Evolution. George Braziller; Revised edition. 1995. ISBN 0-8076-1381-9
- Alan Fowler. Constructivist Art in Britain 1913–2005. University of Southampton. 2006. PhD Thesis.
- Simon, Joshua (2013). Neomaterialism. Berlin: Sternberg Press. ISBN 978-3-943365-08-5.
- Gubbins, Pete. 2017. Constructivism to Minimal Art: from Revolution via Evolution (Winterley: Winterley Press). ISBN 978-0-9957554-0-6
- Galvez, Paul. “Self-Portrait of the Artist as a Monkey-Hand.” October, vol. 93, 2000, pp. 109–37. JSTOR, https://doi.org/10.2307/779159. Accessed 15 Apr. 2023.